# لاري فينيغان
لاري فينيغان (بالإنجليزية: Larry Finnegan)‏ هو مغني وموسيقي أمريكي، ولد في 10 أكتوبر 1938 في نيويورك في الولايات المتحدة، وتوفي في 22 يوليو 1973.

## وصلات خارجية
- لاري فينيغان على موقع ميوزك برينز (الإنجليزية)
- لاري فينيغان على موقع ديسكوغز (الإنجليزية)